# Заполиці (Західнопоморське воєводство)
Заполиці (пол. Zapolice, нім. Vockenhagen) — село в Польщі, у гміні Тшеб'ятув Ґрифицького повіту Західнопоморського воєводства.
Населення — 78 осіб (2011).
У 1975-1998 роках село належало до Щецинського воєводства.

## Демографія
Демографічна структура станом на 31 березня 2011 року:
|          | Загалом | Допрацездатний вік | Працездатний вік | Постпрацездатний вік |
| -------- | ------- | ------------------ | ---------------- | -------------------- |
| Чоловіки | 41      | 12                 | 26               | 3                    |
| Жінки    | 37      | 9                  | 20               | 8                    |
| Разом    | 78      | 21                 | 46               | 11                   |